# Wiener AC
A Wiener Athletiksport Club rövidítve: Wiener AC vagy csak egyszerűen WAC egy osztrák sport és labdarúgóklub, melynek székhelye Bécsben található. 1897-ben alapították. A labdarúgó mellett tenisz, kosárlabda, gyeplabda szakosztálya is van.

## Története
A labdarúgó szakosztályt 1897. október 14-én alapították. A Challenge kupát 1904-ig bezárólag három alkalommal nyerte meg. Első és egyetlen osztrák bajnoki címét az 1914–15-ös szezonban szerezte. Az 1930–31-es szezonban megnyerte az osztrák kupát és ennek eredményeként indulhatott a Közép-európai kupa 1931-es sorozatában, ahol bejutott a döntőbe, de a First Vienna ellen vereséget szenvedett.
1936 és 1945 között Schwarz-Rot Wien néven is ismert volt a klub. 1937–38-ban ismét megnyerte az osztrák kupát. 1942 és 1945 között a Gauliga Ostmark tagja volt. 1959-ben harmadik alkalommal nyerte meg a kupát. A döntőben a Rapid Wien együttesét győzte le 2–0 arányban.
Az 1973–74-es szezonban a Wiener AC az Austria Wiennel közös csapatot állított ki FK Austria WAC Wien néven egészen 1977-ig, amikor az Austria úgy döntött, hogy visszatér a hagyományos nevéhez. A közös csapat eredményeinek az Austria Wien a jogutódja.
1983-ban ismét megalakult a WAC labdarúgócsapata, de többé már nem tért vissza az osztrák első osztályba.

## Sikerlista
- Osztrák bajnokság (1): 1914–15
- Osztrák kupa (3): 1930–31, 1937–38, 1958–59
- Challenge Kupa (3): 1900–01, 1902–03, 1903–04